# Chrysomyxa arctostaphyli
Chrysomyxa arctostaphyli är en svampart som beskrevs av Dietel 1894. Chrysomyxa arctostaphyli ingår i släktet Chrysomyxa och familjen Coleosporiaceae.   Inga underarter finns listade i Catalogue of Life.